# مکرتیچ آرزومانیان
مکرتیچ آرزومانیان (ارمنی: Մկրտիչ Արզումանյան؛ زاده ۱۰ اوت ۱۹۷۶) یک بازیگر، humorist, showmen، فیلم‌نامه‌نویس، تهیه‌کننده تلویزیونی اهل ارمنستان است. وی از سال ۲۰۰۰ میلادی تاکنون مشغول فعالیت است. قد ۲٫۱۱ متر

## بخشی از فیلمشناسی
از فیلم‌ها یا برنامه‌های تلویزیونی که وی در آن نقش داشته‌است می‌توان به آثار زیر اشاره کرد.
- حیاط ما (۱۹۹۶)
- شمال-جنوب (۲۰۱۵)
- فرار کن یا ازدواج کن (۲۰۱۶)
- برای شرف (مجموعه تلویزیونی) (۲۰۲۰)

## جوایز و افتخارات
وی برندهٔ جوایزی همچون هنرمند افتخاری جمهوری ارمنستان شده‌است.